# Исманов, Хашимжон Исманович
Хашимжон Исманович Исманов — советский хозяйственный, государственный и политический деятель.

## Биография
Родился в 1937 году в Ленинском районе Андижанской области. Член КПСС.
С 1957 года — на хозяйственной, общественной и политической работе. В 1957—1990 гг. — организатор сельскохозяйственного производства в Андижанской области Узбекской ССР, второй секретарь Ленинского райкома КП Узбекистана, первый секретарь Ленинского райкома КП Узбекистана.
Избирался депутатом Верховного Совета Узбекской ССР 11-го созыва.
Жил в Узбекистане.

## Награды и звания
- орден Ленина (26.02.1981)
- орден Октябрьской Революции (25.12.1976)
- орден Трудового Красного Знамени (10.12.1973)